# Oedipina stuarti
Oedipina stuarti es una especie de salamandras en la familia Plethodontidae.
Es endémica de Honduras.
Su hábitat natural son los bosques tropicales o subtropicales secos, los entornos subterráneos y los karsts.